# Alexandru Zirra
 (décembre 2014).
Si vous disposez d'ouvrages ou d'articles de référence ou si vous connaissez des sites web de qualité traitant du thème abordé ici, merci de compléter l'article en donnant les références utiles à sa vérifiabilité et en les liant à la section « Notes et références ».
Alexandru Zirra (14 juillet 1883, Roman — 26 mars, Sibiu) est un compositeur et pédagogue roumain.

## Biographie
Il a étudié au conservatoire de musique de Iași, où il a eu comme professeurs Sofia Teodoreanu, Gavriil Musicescu et Titus Cerne. Ultérieurement, il s'est perfectionné au Conservatoire Giuseppe-Verdi (Milan) (1905-1907; 1909—1911), sous la direction de Carlo Gatti (harmonie, contrepoint, composition).
Il a été professeur et directeur au Conservatoire de Iași dans les années 1907 – 1925 et 1935 – 1940. Dans la période 1935 - 1940, il part à Tchernivtsi où il fonde et dirige l'Institut de Musique et de Théâtre.
En 1940, il déménage à Bucarest, étant nommé directeur de l'Opéra national de Bucarest dans la période 1940 – 1941.
En 1928, il a publié un Traité d'harmonie, nécessaire au processus d'enseignement musical. À côté du travail professoral, il a déployé une riche activité de composition, approchant pratiquement tous les genres (œuvres chorales et instrumentales, opéras, poèmes symphoniques).
En 1944, il a reçu le prix G. Hamangiu de l'Académie Roumaine.

## Compositions

### Œuvres à caractère classicisant (jusqu'en 1923)
- Suite classique pour l'orchestre (1916),
- Suite dans le style ancien,
- Suite pour chœur et orchestre,
- deux ouvertures,
- deux quartets de cordes,
- une sonate pour violon et piano,
- lieds,
- chœurs.

### Opéras
- Alexandru Lăpușneanu (1930), d'après la nouvelle de Constantin Negruzzi,
- Furtuna (1941), d'après la chronique de Grigore Ureche,
- Ion Potcoavă (1943), d'après "Neamul Șoimăreștilor" de Mihail Sadoveanu,
- Călin, d'après Mihai Eminescu,
- O faclie de Pasti (1940), d'après la nouvelle de Ion Luca Caragiale.

### Poèmes symphoniques
- Cetatea Neamțului (1936),
- Hanul Ancuței,
- Capra cu trei iezi (1940), d'après Ion Creangă,
- Tîndală și Păcală (1925),
- Pe șesul Moldovei (1931),
- Crăciunul (1938),
- Țiganii (1939)
- Uriel da Costa